# Tiril Udnes Weng
Tiril Udnes Weng (Lørenskog, 29 de septiembre de 1996) es una deportista noruega que compite en esquí de fondo.
Ganó tres medallas en el Campeonato Mundial de Esquí Nórdico, en los años 2021 y 2023. Participó en los Juegos Olímpicos de Pekín 2022, ocupando el quinto lugar en la prueba de relevo.

## Palmarés internacional
| Campeonato Mundial | Campeonato Mundial    | Campeonato Mundial | Campeonato Mundial   |
| Año                | Lugar                 | Medalla            | Prueba               |
| ------------------ | --------------------- | ------------------ | -------------------- |
| 2021               | Oberstdorf (Alemania) | Medalla de oro     | Relevo 4 × 5 km      |
| 2023               | Planica (Eslovenia)   | Medalla de oro     | Relevo 4 × 5 km      |
| 2023               | Planica (Eslovenia)   | Medalla de plata   | Velocidad por equipo |